# Pseudosphecosoma vespoides
Pseudosphecosoma vespoides är en fjärilsart som beskrevs av Embrik Strand 1915. Pseudosphecosoma vespoides ingår i släktet Pseudosphecosoma och familjen björnspinnare. Inga underarter finns listade.